# Prionostemma heterus
Prionostemma heterus is een hooiwagen uit de familie Sclerosomatidae.